# Theridion xianfengense
Theridion xianfengense är en spindelart som beskrevs av Zhu och Song 1992. Theridion xianfengense ingår i släktet Theridion och familjen klotspindlar. Inga underarter finns listade i Catalogue of Life.